# Massimo Foschi
Massimo Quinto Foschi (Forlì, 2 gennaio 1938) è un attore e doppiatore italiano.

## Biografia
Una delle sue prime apparizioni come doppiatore risale al ridoppiaggio del film Quarto potere di Orson Welles, dove doppiava parecchi personaggi di contorno. Tra i suoi doppiaggi più noti ricordiamo Rutger Hauer in Ladyhawke (1985), Gregory Peck ne Il presagio (1976), Alan Rickman in Trappola di cristallo (1988), Laurence Olivier in Khartoum e Lance Henriksen in Aliens - Scontro finale. Il suo doppiaggio più celebre è però senz'altro quello di Dart Fener nella saga di Guerre stellari, mentre nel 2011 e negli anni successivi ha doppiato Donald Sutherland in due ruoli di rilievo, i film The Eagle e Hunger Games.
Oltre che doppiatore, Foschi è anche attore teatrale e cinematografico. In teatro ha partecipato a numerose rappresentazioni. Ha collaborato spesso con Lamberto Puggelli e il Teatro di Roma nonché con quelli di Milano, specialmente il Manzoni. Da diversi anni legge le opere di Omero insieme a Ottavia Piccolo.

## Vita privata
Il figlio Marco, nato nel 1977, ha seguito le orme del padre svolgendo la carriera di attore e doppiatore.

## Filmografia

### Cinema
- La Bibbia (The Bible: in the Beginning...), regia di John Huston (1966)
- I sette fratelli Cervi, regia di Gianni Puccini (1968)
- Il medico della mutua, regia di Luigi Zampa (1968)
- Indagine su un cittadino al di sopra di ogni sospetto, regia di Elio Petri (1970)
- Fratello sole, sorella luna, regia di Franco Zeffirelli (1972)
- Giordano Bruno, regia di Giuliano Montaldo (1973)
- Lucrezia giovane, regia di Luciano Ercoli (1974)
- Cecilia - Storia di una comune anarchica, regia di Jean-Louis Comolli (1976)
- Holocaust 2000, regia di Alberto De Martino (1977)
- La tigre è ancora viva: Sandokan alla riscossa!, regia di Sergio Sollima (1977)
- Ultimo mondo cannibale, regia di Ruggero Deodato (1977)
- Nove ospiti per un delitto, regia di Ferdinando Baldi (1977)
- Uomini e no, regia di Valentino Orsini (1980)
- Principe di Homburg, regia di Gabriele Lavia (1983)
- Otello, regia di Franco Zeffirelli (1986)
- Tartarughe dal becco d'ascia, regia di Antonio Sixty (2000)
- Italian Dream, regia di Sandro Baldoni (2008)
- Pandemia, regia di Lucio Fiorentino (2011)
- La città ideale, regia di Luigi Lo Cascio (2012)
- Una nobile causa, regia di Emilio Briguglio (2016)

### Televisione
- Il primogenito, di Christopher Fry, regia di Orazio Costa, trasmessa il 27 marzo 1964.
- Vita di Dante, regia di Vittorio Cottafavi – miniserie TV (1965)
- La sconfitta di Trotsky, regia di Marco Leto – film TV (1967)
- Processo di famiglia, di Diego Fabbri, regia di José Quaglio, trasmessa il 29 giugno 1968.
- Cocktail Party, di T. S. Eliot, regia di Mario Ferrero (1969)
- La signora dalle camelie, regia di Vittorio Cottafavi – film TV (1971)
- Orlando furioso, regia di Luca Ronconi – miniserie TV (1975)
- Le mani sporche, regia di Elio Petri – miniserie TV (1978)
- Il mercante di Venezia di William Shakespeare, regia di Gianfranco De Bosio (1979)
- Notti e nebbie, regia di Marco Tullio Giordana – miniserie TV (1984)
- L'Aquila - Grandi speranze – serie TV (2019)
- Romulus II - La guerra per Roma – serie TV (2022)

## Teatro
- Orlando furioso, regia di Luca Ronconi
- Edipo re, regia di Orazio Costa
- Le spade e le ferite, regia di Ugo Gregoretti e Salvatore Ciulla
- Otello di William Shakespeare, regia di Gabriele Lavia
- Il padre di August Strindberg
- Andromaca di Jean Racine
- Pilade di Pier Paolo Pasolini
- La tempesta, regia di Giorgio Strehler
- Il libro di Ipazia di Mario Luzi
- Casa cuoreinfranto di George Bernard Shaw
- Del vento fra i rami del sassofrasso, di René de Obaldia, regia di Sandro Bolchi, Teatro Comunale di Modena, 1º dicembre 1966.
- Misura per misura di William Shakespeare, regia di Luigi Squarzina (1979)
- Preamleto, di Michele Santeramo, regia di Veronica Cruciani (2015)

## Doppiaggio

### Cinema
- Donald Sutherland in Il giorno della locusta, The Eagle, Hunger Games, Hunger Games - La ragazza di fuoco, Hunger Games - Il canto della rivolta - Parte 1, Hunger Games - Il canto della rivolta - Parte 2
- James Earl Jones in Guerre stellari, L'impero colpisce ancora, Il ritorno dello Jedi, Star Wars: Episodio III - La Vendetta dei Sith, Rogue One: A Star Wars Story
- Lance Henriksen in Aliens - Scontro finale, Gli occhi del delitto, Senza tregua
- Burt Lancaster in Gruppo di famiglia in un interno, Vittorie perdute
- Max von Sydow in Il deserto dei Tartari, Bugie bianche
- Robert Shaw in Un rantolo nel buio, Black Sunday
- William Holden in Quinto potere, La maledizione di Damien
- James Olson in Ragtime, Amityville Possession
- Bubba Smith in Scuola di polizia, Scuola di polizia 2 - Prima missione
- Terence Stamp in Wall Street, Young Guns - Giovani pistole
- Charles B. Middleton in La guerra lampo dei Fratelli Marx
- Laurence Olivier in Khartoum
- Stephen Boyd in La Bibbia
- Jack Palance in I professionisti
- Dirk Bogarde in Morte a Venezia
- Kirk Douglas in Una volta non basta
- David Prowse e Steven Berkoff in Arancia meccanica
- Richard Burton in L'assassinio di Trotsky
- Barton Heyman in L'esorcista
- Peter Boyle in Frankenstein Junior
- Roger Booth in Barry Lyndon
- Will Sampson in Qualcuno volò sul nido del cuculo
- Robert Mitchum in La battaglia di Midway
- Fritz Weaver in Il maratoneta
- Gregory Peck in Il presagio
- Oliver Reed in La spia senza domani
- Wilt Chamberlain in Conan il distruttore
- Yaphet Kotto in Condannato a morte per mancanza di indizi
- Ernie Hudson in Ghostbusters - Acchiappafantasmi
- Rutger Hauer in Ladyhawke
- Leslie Carlson in La mosca
- Dorian Harewood in Full Metal Jacket
- Arnold Schwarzenegger in L'implacabile
- Raymond Oliver in La bambola assassina
- Alan Rickman in Trappola di cristallo
- Dennis Hopper in Red Rock West
- Brion James in I protagonisti
- Sky du Mont in Eyes Wide Shut
- Erno Crisa in Sugar Colt
- Dario Michaelis in Gli uomini dal passo pesante
- Dominic Barto in Quel maledetto giorno della resa dei conti
- Carlo Alighiero in Un esercito di 5 uomini
- Gérard Herter in Ludwig
- Roger Hanin in Ultima estate a Tangeri
- Luis Dávila in La battaglia d'Inghilterra
- Ian McKellen in Cats

### Animazione
- Gen. Boscorn in Berserk - L'epoca d'oro - Capitolo II: La conquista di Doldrey
- Plenipotenziaro della Gaia Sanctuary in Capitan Harlock 3D
- Voce narrante (ep. 1) in Violence Jack

### Videogiochi
- Winston Zeddemore in Ghostbusters: Il videogioco[1]